# Saw V
Saw V är en kanadensisk-amerikansk skräck-thriller från 2008 och den femte delen i Saw-serien. Darren Lynn Bousman återvände inte som regissör i denna film utan ersattes av David Hackl, som var produktionsdesigner för Saw II, Saw III och Saw IV. Filmen hade sverigepremiär den 7 november 2008

## Handling
Seth Baxter (Joris Jarsky), en fälld mördare frisläppt från fängelset efter fem år, vaknar upp fastkedjad på ett bord under en vass pendel. Ett meddelande på en videokassett informerar honom om att han måste krossa sina händer (genom att sticka in dem i två pressar och trycka på en knapp) för att förhindra pendeln från att klyva honom i två bitar. Trots att han gör så blir han dödad av pendeln, vilket tyder på att fällan inte byggts av Jigsaw (Tobin Bell).
I en scen från Saw IV så kommer Agent Peter Strahm (Scott Patterson) in i ett rum i Jigsaws tortyrkammare och skjuter ner Jeff Reinhart (Angus Macfadyen) i självförsvar, varpå han låses in i rummet av Löjtnant Mark Hoffman (Costas Mandylor). Strahm hittar en lönndörr i väggen och fortsätter ut igenom den, trots en bandspelare som varnar honom för att fortsätta. Han blir överfallen av en skepnad med en grismask över ansiktet och vaknar upp med huvudet i en kub av skottsäkert glas, som snabbt vattenfylls. Strahm försöker ta sig loss från kuben och lyckas med nöd och näppe rädda sig från att drunkna genom att genomföra en improviserad koniotomi med hjälp av en kulspetspenna han hade i fickan, vilket tillåter honom att andas vidare tills polisen finner honom och frigör honom. Hoffman har under tiden tagit sig ut med Jeffs dotter Corbett i famnen och är övertygad om att han är den ende överlevaren, något han inte är sen att förtydliga för journalisterna. När Strahm strax därefter förs ut på en bår blir Hoffman mycket förvånad över att Strahm fortfarande är i livet, men säger ingenting. 
Under tiden får Jill Tuck (Betsy Russell), Jigsaws ex-fru, en videokassett och en låda från sin advokat. I videokassetten finns ett meddelande från John (dvs. Jigsaw), som säger att innehållet i lådan är av största vikt. Efter en blick på lådans innehåll går Jill iväg utan att berätta för någon om vad exakt lådan innehåller. Samtidigt meddelar polischefen att Jigsaw-fallet officiellt är uppklarat och befordrar Hoffman för sin insats.
Peter Strahm börjar misstro Hoffmans oskuld då han står vid Agent Perez dödsbädd och hör hennes sista ord, "Agent Hoffman". Allt mer övertygad om att Hoffman är skyldig till såväl den exploderande dockan som tog Perez liv som till mordet på Baxter, så börjar Strahm en privat utredning, sedan hans överordnade, Dan Erickson (Mark Rolston) förvägrat honom rätten att utreda Jigsaw-morden vidare. Han kommer fram till att Hoffman satte upp fällan för Baxter, då denne dödat Hoffmans syster. Genom att få fällan att likna en av Jigsaws konstruktioner kunde Hoffman lugnt ta emot "nyheten" om Baxters död. En stund senare kidnappades han däremot av John Kramer/Jigsaw, som genom utpressning fick honom att hjälpa till med att sätta upp fällor.
Under tiden så vaknar fem personer upp i en kloak; Ashley, Charles, Brit, Mallick och Luba. De märker att de har järnkragar om halsen som i sin tur är förankrade med hjälp av en kabel i ett par vassa bilor bakom dem. Nycklarna till kragarna finns i glasmontrar på andra sidan rummet. Alla förutom Ashley (Laura Gordon) lyckas nå nycklarna och frigöra sig; hon halshuggs ohjälpligt då tiden runnit ut och alla kragar dras tillbaka till bilorna av kablarna.
I nästa rum måste de fyra överlevarna krossa glasburkar som hänger i taket och finna nycklar i dem för att kunna låsa upp skyddsrummen innan bomber i samtliga fyra hörn av huvudrummet exploderar. Charles (Carlo Rota) lämnas kvar att dö, sedan Luba (Meagan Good) slagit ned honom då han försökt ta Mallicks (Greg Bryk) nyckel. Det tredje rummets dörr kräver att fem elektriska kablar ska kopplas till ett badkar fullt med vatten, men kablarna är för korta för att nå vattnet. Luba försöker använda Mallick till att sluta kretsen, men Brit (Julie Benz) hugger henne i halsen, varpå de använder henne för att fullborda kretsen.
I det sista rummet måste en stor bägare fyllas med tio liter blod för att dörrarna ska öppnas, detta genom att fångarna ska sticka in händerna i en låda med cirkelsågar. Lådan har fem hål, och Brit inser att alla hade kunnat överleva; nycklarna i det första rummet passade till alla kragar, i det andra rummet räckte varje bombskydd till åtminstone två personer och i det tredje kunde varje person ha tagit i en kabel vardera, och fått en liten, obehaglig men inte dödande stöt. Utan några andra alternativ så börjar de såga upp sina armar för att fylla bägaren med blod.
Samtidigt som detta pågår stjäl Hoffman Strahms mobiltelefon och använder den för att få Strahms chef, Dan Erickson (Mark Rolston) att misstänka Strahm som Jigsaws tredje medhjälpare. Hoffman lägger mobilen och informationsfiler om Erickson vid utgången till det fjärde rummet, som Brit och Mallick kommer ut ur just som Erickson själv anländer. Erickson tillkallar ambulans och förstärkning, varpå han efterlyser specialagent Peter Strahm för mord.
Helt ovetande om detta fortsätter Strahm sin undersökning och bryter sig in i Hoffmans hus, där han upptäcker en fallucka ned till källaren, där han upptäcker ett rum med väggar och golv i metall, med en kista av plexiglas i mitten. Tack vare en bandspelare får Strahm veta att hans enda chans att överleva ligger i att lägga sig i kistan och slå om locket; Strahm avbryter dock bandet då han hör Hoffman komma i korridoren. Efter en snabb kamp pressar Strahm ner Hoffman i kistan, och slår om locket, som låses. Samtidigt låses dörren bakom Strahm. 
Strahm kräver att få veta hur man kommer ut. Hoffman uppmuntrar honom att spela färdigt bandet. När Strahm gör detta, får han veta att om han händelsevis nu inte skulle göra så som påbjöds, skulle rummet bli hans grav, och ingen skulle någonsin höra av honom igen. Samtidigt börjar väggarna närma sig varandra. Strahm försöker desperat att ta sig ut genom gallertaket, samtidigt som kistan börjar sänkas ned i golvet. Strahm misslyckas och krossas mellan de två väggarna, samtidigt som Hoffman betraktar honom, säker i kistan under golvet.

## Rollista
| Tobin Bell      | – John "Jigsaw" Kramer |
| Costas Mandylor | – Mark Hoffman         |
| Scott Patterson | – Peter Strahm         |
| Betsy Russell   | – Jill Tuck            |
| Mark Rolston    | – Dan Erickson         |
| Julie Benz      | – Brit                 |
| Greg Bryk       | – Mallick              |
| Meagan Good     | – Luba                 |
| Carlo Rota      | – Charles              |
| Laura Gordon    | – Ashley               |
| Joris Jarsky    | – Seth Baxter          |
| Niamh Wilson    | – Corbett Denlon       |